# 3D Systems
3D Systemsはアメリカ合衆国サウスカロライナ州ロックヒルに本拠を構える3Dプリンターのメーカー。

## 概要
1986年に3Dプリンターの発明者の一人であるChuck Hullによってカリフォルニア州バレンシアで設立された。3Dプリンターの開発製造に1980年代から取り組んでおり、世界で有数の市場占有率を占める。光造形法、粉末焼結積層造形法等、用途に応じて複数の3Dプリンタを製造、販売する。M&Aにより、関連技術を有する企業を買収することにより特許を囲い込んできたが2010年以降、保有する3Dプリンターに関する基本特許が無効になり、新規参入が相次ぎ、厳しい競争に晒されつつある。